# Drobeta-Turnu Severin
Drobeta-Turnu Severin é uma cidade da Roménia, capital do judeţ (distrito) de Mehedinţi com 105.349 habitantes (Censos de 2011).

## População
| 1912  | 1930  | 1948  | 1956  | 1966  | 1977  | 1992   | 2002   | 2011   |
| 23643 | 21107 | 31296 | 32486 | 45397 | 76686 | 115259 | 104557 | 112012 |